# Giusto Tolloy
Giusto Tolloy, noto anche con lo pseudonimo di Mario Tarchi (Trieste, 3 novembre 1907 – 14 gennaio 1987), è stato un militare, partigiano e politico italiano.

## Biografia
Profugo in Italia, con la famiglia, durante la prima guerra mondiale.
Iniziata la carriera militare di ufficiale, partecipò alla seconda guerra mondiale prima sul fronte greco-albanese poi come componente dello Stato Maggiore del Corpo di Spedizione Italiano in Russia (CSIR) con il grado di maggiore: fu durante questa ultima esperienza che maturò la sua definitiva avversione per il fascismo e le alte gerarchie militari, traendone un libro di memorie, Con l'armata italiana in Russia, firmato con lo pseudonimo Mario Tarchi, pubblicato nel 1943 e ristampato successivamente nel 1947.
In collegamento sin dal 1939 con il movimento politico clandestino "Giustizia e libertà", nel 1941 fondò con altri il Movimento "Popolo e Libertà", che dal giugno 1943 iniziò a pubblicare l'omonimo bollettino mensile. Nell'agosto del 1943 Tolloy si avvicinò alle posizioni della Unione dei Lavoratori Italiani (ULI), diventando redattore della sua testata clandestina, "La Voce del Popolo", pubblicata a Milano. Il 16 gennaio 1944 il Movimento e la ULI si fusero, dando vita al Partito Italiano del Lavoro (PIL), di cui Tolloy fu nominato segretario.
Dopo l'armistizio dell'8 settembre 1943 entrò a fare parte della Resistenza, diventando uno dei maggiori dirigenti dell'esecutivo militare romagnolo del Fronte Nazionale, il raggruppamento politico che riuniva le forze antifasciste. Nel dicembre dello stesso anno contribuì attivamente all'operazione di salvataggio di alti ufficiali inglesi in fuga dal campo di prigionia militare di Vincigliata: il generale di corpo d’armata Philip Neame, il generale Richard O'Connor e il maresciallo dell'aria Owen Tudor Boyd .
Inizialmente su posizioni attendiste (ovvero sostenitore della idea che si dovesse attendere l'arrivo degli eserciti liberatori angloamericani senza impegnarsi in azioni armate), coerentemente con l'evolversi della linea politica del PIL abbandonò progressivamente tale posizione e nel luglio 1944 si occupò direttamente della organizzazione di un gruppo di 30 giovani partigiani aggregati come distaccamento autonomo del PIL all'interno della 8ª Brigata Garibaldi romagnola, al comando di Otello Magnani e di cui Tolloy divenne commissario politico.
Nell'immediato dopoguerra diventò segretario dell'ANPI forlivese, consigliere comunale della città e (a seguito dello scioglimento del PIL) dirigente della federazione provinciale del Partito Socialista Italiano. Nel 1947 venne nominato segretario della federazione socialista di Bologna e membro della direzione del partito, poi responsabile emiliano dello stesso. Eletto deputato nel 1948 e rieletto nel 1953. Nel 1958 venne eletto senatore assumendo la carica di segretario della commissione difesa, di cui era già stato vicepresidente come deputato. Rieletto senatore nel 1958, passò a guidare il gruppo parlamentare del PSI e fu incaricato della vicepresidenza della commissione esteri. Nel 1966 presiedette il Ministero per il commercio con l'estero, per essere nuovamente eletto senatore nel 1968. Proprio quell'anno una paresi lo costrinse a lasciare la vita pubblica.

## Opere
- Con l'armata italiana in Russia, Livorno, 1944 (ristampe: De Silva, Torino, 1947 - Mursia, Milano, 1968)[9].
- R. Pagan (a cura di), Il prezzo della libertà. Giusto Tolloy: scritti inediti e testimonianze di vita e di politica, Città del Sole, Reggio Calabria, 2015.